# エスタディオ・チャロス・デ・ハリスコ
エスタディオ・チャロス・デ・ハリスコ（西: Estadio de Béisbol Charros de Jalisco）は、メキシコハリスコ州サポパンにある野球場。正式名称はエスタディオ・パンアメリカーノ・デ・ベイスボル（西: Estadio Panamericano de Béisbol）。
かつては陸上競技場として使用されていた。

## 概要

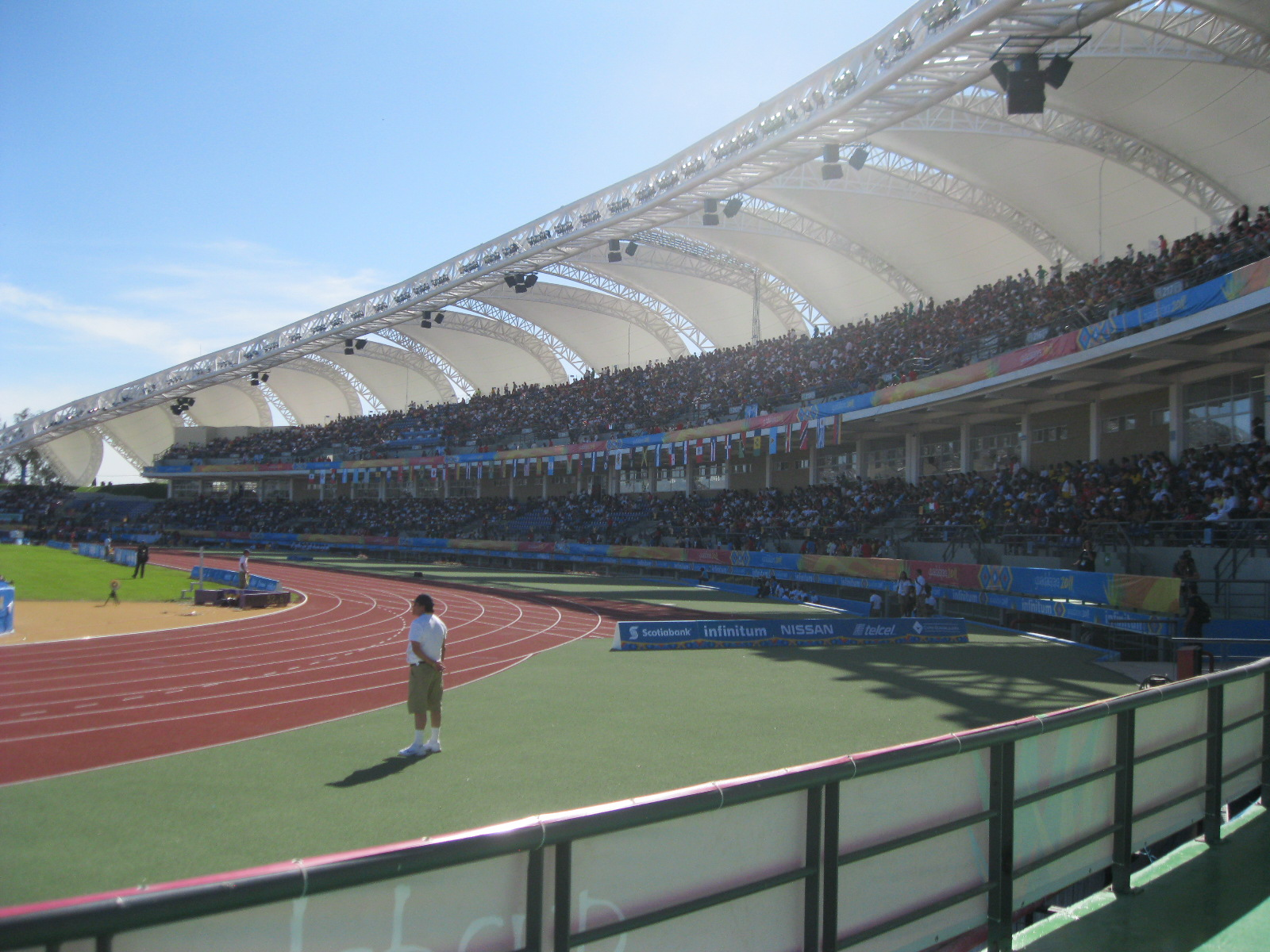
2011年の様子

2011年パンアメリカン競技大会に向け多額の費用を費やし建設され、2011年10月19日に陸上競技場として開場した。2014年にチャロス・デ・ハリスコの本拠地となり、野球場に改築された。

## 歴史
2011年
- 10月、2011年パンアメリカン競技大会の会場として使用される[1]。

2014年
- この年からリーガ・メヒカーナ・デ・ベイスボルのチャロス・デ・ハリスコがこのスタジアムに移転。
  - その際に野球場として改築するために、メインスタンド以外のスタンドを取り壊して新たに外野フェンスとスタンドを設置し野球場に改築した[1]。

2017年
- 3月、2017 ワールド・ベースボール・クラシックで第1ラウンドD組の会場として使用された。

2019年
- 11月、2019 WBSCプレミア12でグループAの会場として使用された。

2024年
- 11月、2024 WBSCプレミア12でグループAの会場として使用された[2]。